# Zoran Bručić
Zoran Bručić (Zagreb, 25. lipnja 1957.) je hrvatski pisac, skladatelj i likovni promotor.

## Životopis
Rođen je 25. lipnja 1957. u Zagrebu. U rodnom gradu završio je osnovnu školu, Klasičnu gimnaziju, te je 1979. godine na Pedagoškoj akademiji diplomirao za nastavnika glazbe, a 1988. godine na Fakultetu političkih znanosti diplomirao je novinarstvo. Na Fakultetu organizacije i informatike u gradu Varaždinu magistrirao je 2008. godine, a 2012. godine doktorirao je na Filozofskom fakultetu u Zadru. 
Od 1976. do 1991. profesionalno se bavio glazbom kao producent, tonski režiser, manager u kulturi, glazbenik i kompozitor. Od 1994. godine radi kao likovni promotor u vlastitoj tvrtki. 
Kroz život, mnogo putuje, upoznajući zemlje, ljude i običaje. Napisao je dva romana „Divljač“ i „Diploma za smrt“, koji su izdani u više izdanja. Prema romanu „Diploma za smrt“ snimljen je i cjelovečernji igrani film iz 1989., a u filmu se pojavljuje kao jedan od muzičara u "RIU". Osim ta dva romana, uredio je desetak aukcijskih kataloga i priredio mnoštvo likovnih izložbenih kataloga. 
Na području glazbenog djelovanja treba istaknuti da je u razdoblju od 1976. do 1991. aktivno nastupao kao instrumentalist, te imao vlastitu profesionalnu ekipu koja se bavila umjetničkom tonskom režijom i ozvučavanjem, te rasvjetom, a u tom razdoblju realizirao je preko 2.000 koncerata i ostalih srodnih programa. Kao producent surađivao je s njemačkom rock grupom „Eclipse of the Sun“ s kojom je realizirao i jedan album u okviru kompanije CBS. Kao skladatelj Z. Bručić skladao je glazbu za dvije kazališne predstave i to: „Zoološka priča“ i „Ja sam na sceni, a ti?“ i to 1982. godine u Zagrebu. 
Kao suskladatelj zajedno sa Ž. Milošem realizirao je glazbu za film „Diploma za smrt“ koja je izdana i na nosačima zvuka, te je za istu dobivena i nagrada  
„Fender Award“ 2015. godine New Europe Orchestra“ – studijski je projekt gdje nastupa pod pseudonimom, a do sad su producirana i izdata tri glazbena CD-a s instrumentalnom, ambijentalnom, pop glazbom. Član je više umjetničkih organizacija i asocijacija. Živi i radi u Zagrebu.

## Vanjske poveznice
- Zoran Bručić  Arhivirana inačica izvorne stranice od 15. travnja 2017. (Wayback Machine) Društvo hrvatskih književnika
- Megamuzika.hr[neaktivna poveznica]
- Hrfilm.hr
- IMDB
- New Europe Orchestra  Arhivirana inačica izvorne stranice od 2. ožujka 2017. (Wayback Machine)